# Petr Nguyễn Văn Hùng
Petr Nguyễn Văn Hùng (vietnamsky: Phêrô Nguyễn Văn Hùng; čínsky: 阮文雄; pinyin: Ruǎn Wénxióng; * 21. listopadu 1958) je římskokatolický kněz vietnamského původu a aktivista za lidská práva na Tchaj-wanu. Byl uznán ministerstvem zahraničí Spojených států jako „hrdina jednající za ukončení moderního otroctví“.

## Raný život
Petr Nguyễn Văn Hùng vyrostl v rodině z nižší střední třídy mimo provincii Bình Tuy v jižním Vietnamu se dvěma bratry a pěti sestrami. Jeho otec byl rybář, ale zemřel po dlouhém boji s nemocí a jeho matka, katolička s kořeny na severu země, se stala hlavní živitelkou rodiny. Sám Petr Nguyễn Văn Hùng následoval ve víře svou matku.
Vietnam opustil v roce 1979 na přeplněné lodi, po 36 hodinách byl zachráněn norskou lodí a převezen do Japonska, kde po svém příjezdu vstoupil do Misijní společnosti svatého Kolumbana.
Žil poté v Japonsku tři roky, studoval zde a vystřídal různé profese, aby se uživil, mimo jiné jako opravář silnic, dělník v ocelárně a hrobník. Poprvé se dostal na Tchaj-wan v roce 1988 jako misionář, poté odešel do Sydney v Novém Jižním Walesu v Austrálii studovat seminář. V roce 1991 byl vysvěcen na kněze a v roce 1992 se vrátil na Tchaj-wan.

## Práce na Tchaj-wanu
Petr Nguyễn Văn Hùng založil v roce 2004 Kancelář pro vietnamské migranty a nevěsty v okrese Tchao-jüan (nyní město Tchao-jüan), aby nabídl pomoc vietnamským přistěhovalcům na Tchaj-wanu. Vietnamská americká rozhlasová stanice Little Saigon Radio a další mu pomohli pronajmout druhé patro gymnázia; dva pokoje o velikosti sedmdesáti čtverečních stop nabízejí prostor na spaní, zatímco dva další slouží jako kancelářské prostory. Poskytují kurzy mandarínštiny, pokoje a stravu a právní pomoc.
Odhalení zneužívání zahraničních dělníků a nevěst ze strany Petr Nguyễn Văn Hùnga vedlo ministerstvo zahraničí USA k zařazení Tchaj-wanu jako regionu „Tier 2“ vedle zemí, jako je Kambodža, kvůli jejich nedostatečnému úsilí v boji proti obchodování s lidmi, což se ukázalo jako velká mezinárodní ostuda vlády ostrova. Díky své práci se také stal terčem zastrašování na Tchaj-wanu.